# Zacarias (sacerdote)
Zacarias (em hebraico: זְכַרְיָה; romaniz.: Zəḵaryā; lit. "Deus se lembrou ", em grego: Ζαχαρίας) foi, segundo a Bíblia, um sacerdote do Templo de Jerusalém, pai de João Batista e esposo de Isabel. Não confundir com o profeta Zacarias.

## A vida de Zacarias antes de João Batista
De acordo com o Evangelho de Lucas, o terceiro livro do Novo Testamento da Bíblia, Zacarias e Isabel eram pessoas consideradas justas diante de Deus, "vivendo irrepreensivelmente em todos os mandamentos e preceitos do Senhor". Porém, não tinham filhos porque Isabel era estéril. 

## O anúncio do nascimento de João Batista
Nos tempos do rei Herodes, quando o casal já se encontrava em idade avançada, o Anjo Gabriel apareceu a Zacarias quando este se encontrava no templo oferecendo incenso, anunciando que Isabel iria ter um filho e que se chamaria João.
Tendo Zacarias duvidado da promessa por causa de sua idade avançada e de sua esposa, o anjo fez com que ficasse mudo até o nascimento da criança.
Isabel então concebeu, tendo então se ocultado das vistas das pessoas pelo lapso de cinco meses.

## O encontro de Isabel com Maria
No sexto mês de gestação de Isabel, sua prima Maria também recebeu uma promessa através do anjo Gabriel e concebeu do Espírito Santo e, quando esperava Jesus em seu ventre, foi visitá-la nas montanhas de Judá. 
Segundo Lucas, no momento em que Maria entrou na casa de Zacarias, ao saudar sua prima, João Batista teria pulado em seu ventre e ela ficou cheia do Espírito Santo. 

## O nascimento de João Batista
Quando a criança nasceu e foi circuncidada ao oitavo dia, segundo a tradição judaica, as pessoas desejavam que o menino recebesse o nome do pai. Isabel responde que o nome do filho seria João. Zacarias então confirma as palavras de Isabel escrevendo o seu nome em uma tábua, conforme o anjo havia lhe determinado, e naquele mesmo instante recupera a sua fala, começando a louvar a Deus.

## A vida de Zacarias após o nascimento de João
A partir de então, a Bíblia nada mais fala a respeito da vida de Zacarias e de Isabel, tendo Lucas limitado a dizer que o João Batista crescia, e se robustecia em espírito, e esteve nos desertos até ao dia em que havia de mostrar-se a Israel.
Contudo, a tradição diz que Zacarias e Isabel teriam acompanhado a educação do filho, fazendo da criança um nazireu, vindo a falecer em 12 d.C., quando João teria entre 18 a 19 anos de idade.
No Proto-Evangelho de Tiago, Zacarias é morto logo que Cristo nasce, na passagem dos Santos Inocentes Mártires. Como o exército de Herodes também queria matar a João Batista, que estava escondido numa caverna nas montanhas com sua mãe Isabel, os soldados o interrogaram sobre o paradeiro da criança. Ao dizer que não sabia, foi morto (Cap. XXIII).
Acredita-se que ele foi sepultado na Grande Mesquita de Alepo, Alepo na Síria.